# ويل هنري ستيفنز
ويل هنري ستيفنز (بالإنجليزية: Will Henry Stevens)‏ هو رسام وفنان أمريكي، ولد في 28 نوفمبر 1881 في Vevay, Indiana ‏ في الولايات المتحدة، وتوفي في 25 أغسطس 1949.